# 卡拉萬克山

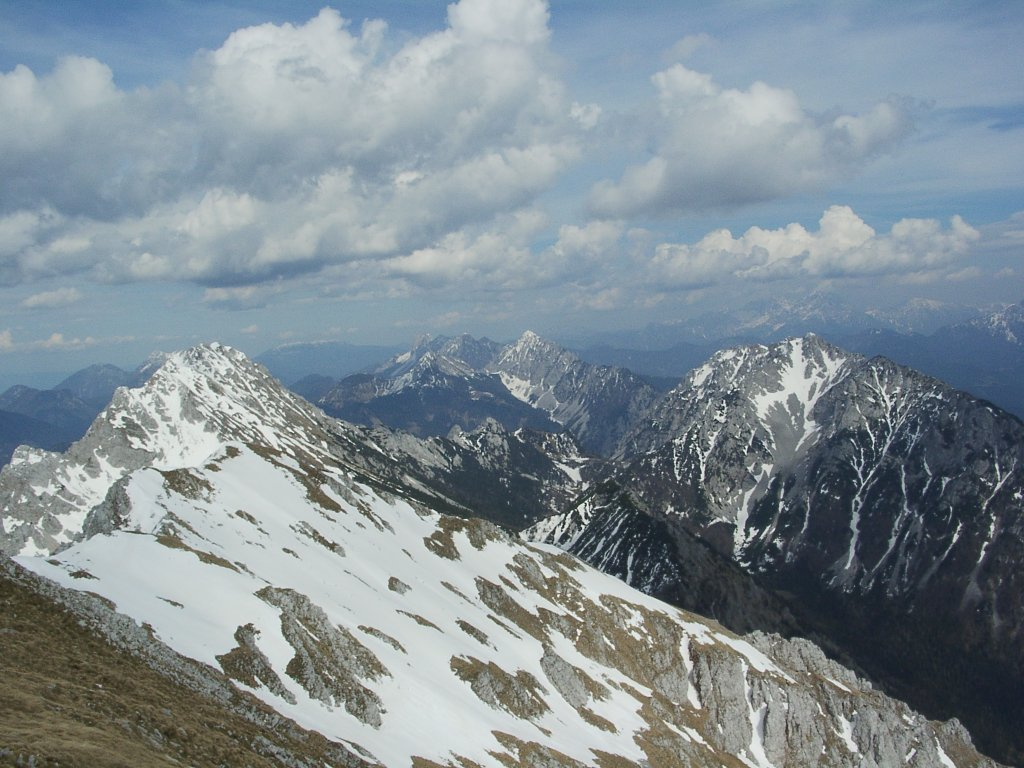

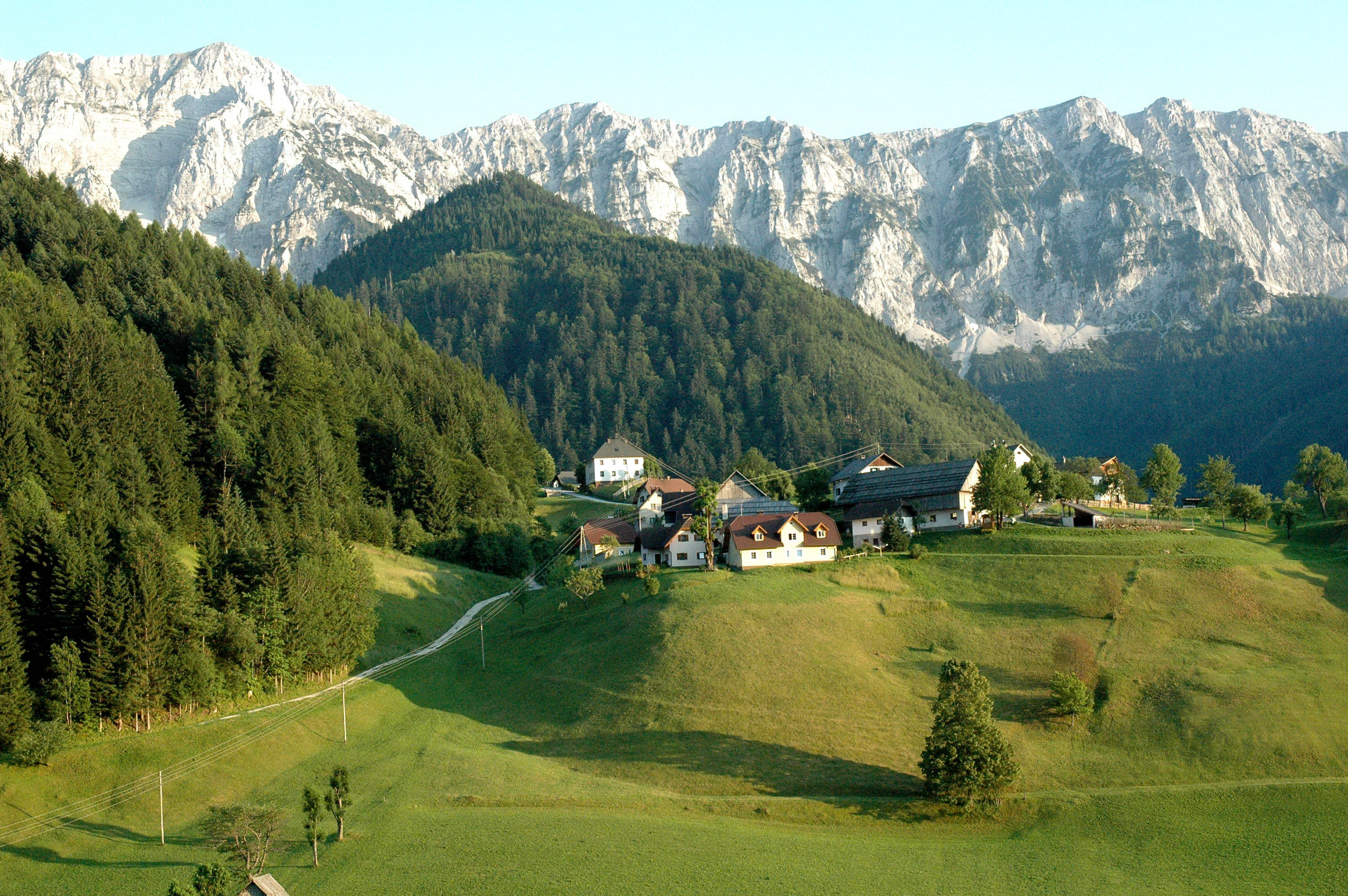

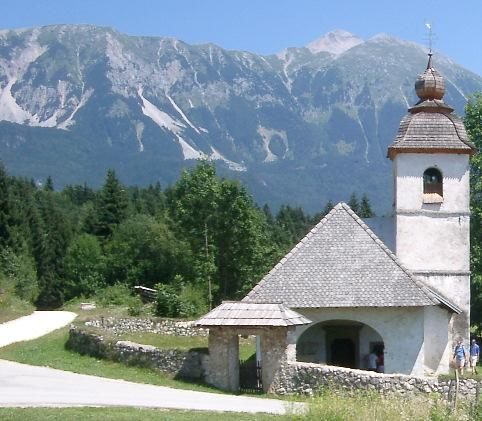

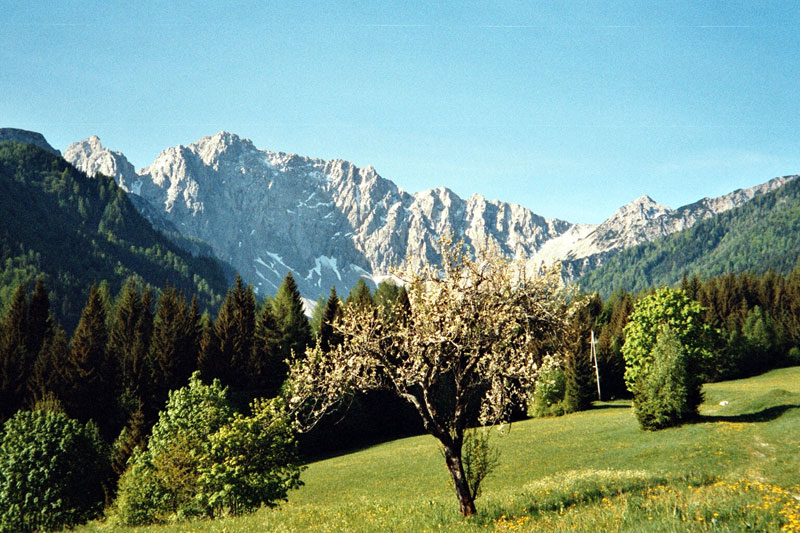

卡拉萬克山（發音：[kaʁaˈvaŋkŋ̍] ⓘ）是歐洲的山脈，屬於南石灰岩山脉的一部分，橫跨斯洛文尼亞和奧地利，全長120公里，最高點海拔高度2,236米。

## 外部連結
- Karawanks on Hiking Trail （页面存档备份，存于）